# Physique combinatoire
La physique combinatoire est le domaine de l'interaction entre la physique et la combinatoire.

## Description
La physique combinatoire est un domaine émergent qui unit combinatoire, techniques des mathématiques discrètes appliquées à la physique théorique, en particulier à la Physique Quantique.
La physique combinatoire peut être définie comme une combinatoire guidée par des idées ou des concepts issus de la physique.
La combinatoire a toujours joué un rôle important dans la théorie quantique des champs et la physique statistique. Cependant, la physique combinatoire n'a véritablement émergé comme un domaine spécifique qu'après un travail de pionnier d'Alain Connes et Dirk Kreimer, montrant que la renormalisation des diagrammes de Feynman peut être décrite par une algèbre de Hopf.
La physique combinatoire peut être caractérisée par la l'utilisation de concepts algébriques d'interpréter et de résoudre les
problèmes physiques impliquant la combinatoire. Elle donne lieu à une en particulier une collaboration harmonieuse entre les mathématiciens et les physiciens.
Parmi les principales propriétés physiques des résultats de la combinatoire de la physique, on peut mentionner la réinterprétation de la renormalisation comme un problème de Riemann-Hilbert, le fait que les identités de Slavnov–Taylor des théories de jauge
génère un idéal d'une algèbre de Hopf, la contribution à la compréhension de la quantification des champs et des cordes, une description entièrement algébrique de la combinatoire de la théorie quantique des champs.Un exemple important de la relation entre la combinatoire et de la physique est la relation entre l'énumération des matrices à signes alternés et du modèle de type glace. Le modèle de « glace » est à six nœuds avec des conditions aux limites en forme de murs.